# Большая Маза
Большая Маза — река в Лысковском районе Нижегородской области России. Вытекает из озера Кривого, устье находится в 2130 км по левому берегу реки Волги. Длина реки составляет 36 км, площадь водосборного бассейна — 203 км².

## Данные водного реестра
По данным государственного водного реестра России относится к Верхневолжскому бассейновому округу, водохозяйственный участок реки — Волга от устья реки Ока до Чебоксарского гидроузла (Чебоксарское водохранилище), без рек Сура и Ветлуга, речной подбассейн реки — Волга от впадения Оки до Куйбышевского водохранилища (без бассейна Суры). Речной бассейн реки — (Верхняя) Волга до Куйбышевского водохранилища (без бассейна Оки).
По данным геоинформационной системы водохозяйственного районирования территории РФ, подготовленной Федеральным агентством водных ресурсов:
- Код водного объекта в государственном водном реестре — 08010400312110000035032
- Код по гидрологической изученности (ГИ) — 110003503
- Код бассейна — 08.01.04.003
- Номер тома по ГИ — 10
- Выпуск по ГИ — 0